# Bar Avni
Bar Avni-Pallentin (hebräisch בר אבני-פלנטין; geboren 1989) ist eine israelische Dirigentin.

## Leben
Bar Avni wuchs in Israel auf und erlernte ab dem Alter von acht Jahren Schlagzeug als Instrument und wurde zunächst klassische Perkussionistin. Später wandte sie sich der Klassischen Musik zu. Nach Absolvieren des in Israel auch für Frauen obligatorischen Wehrdienstes nahm sie ab 2009 ein Musikstudium an der Universität Tel Aviv (Buchman–Mehta School of Music) im Fach Orchesterdirigieren auf und wurde dort von Yoav Talmi unterrichtet. In Anschluss an den Bachelor-Abschluss in Tel Aviv siedelte sie nach Europa über und setzte die Ausbildung bei Martin Sieghart an der Universität für Musik und darstellende Kunst in Graz fort. Hier sammelte sie bereits erste Erfahrungen von 2015 bis 2016 als Dirigentin der Grazer Bläservielharmonie (Symphonisches Blasorchester der Grazer Universitäten). 2017 wechselte sie an die Hochschule für Musik und Theater in Hamburg zu Ulrich Windfuhr und schloss dort im Jahr 2018 das Studium mit dem Master ab. Im Jahr 2017 übernahm sie Dirigierkurse für Komponisten an der Hochschule für Musik und Theater und wurde Dozentin an der Freien Musikakademie für Studium, Konzert und Forschung in Hamburg.
Bar Avni ist seit dem Jahr 2021 Stipendiatin des Internationalen Kurt-Masur-Instituts. Von 2021 bis 2024 war sie als erste Frau Chefdirigentin in der Geschichte der Bayer Philharmoniker und erhielt zugleich ab 2022 ein Stipendium (stARTacademy) der Bayer Kultur Stiftung der Bayer AG.
Auftritte als Dirigentin führten Bar Avni unter anderem 2016 an die Tiroler Festspiele in Erl, nach Israel (Israel Chamber Orchestra, Israel Philharmonic Orchestra, Haifa Symphony Orchestra) und 2021 an die Elbphilharmonie nach Hamburg mit der Hamburger Camerata.
Im März 2024 gewann Bar Avni in Paris den 2020 gegründeten internationalen Wettbewerb für Dirigentinnen La Maestra. Dabei setzte sie sich am Ende gegen zwei Mitbewerberinnen durch.
Bar Avni ist Mutter.

## Diskografie
- 2018: Ralph Symann – Contra.Punckt; Klavierkonzert und Sinfonie, Projektorchster junger Musiker; Solistin Nina Gurol. (Timezone Records)